# Tachymenis
Tachymenis es un género de serpiente venenosa que pertenece a la familia Colubridae. El género agrupa seis especies reconocidas, nativos de la parte sur de Sudamérica. Los miembros del género Tachymenis pueden producir un veneno con un efecto significativo, y se sabe que la mordedura de por lo menos una especie, T. peruviana, ha resultado en fatalidades.

## Especies
Las especies reconocidas por ITIS incluyen:
- Tachymenis attenuata Walker, 1945
- Tachymenis chilensis (Schlegel, 1837) -- Culebra de cola corta
- Tachymenis elongata Despax, 1910
- Tachymenis peruviana Wiegmann, 1835 -- Culebra de cola corta del Perú
- Tachymenis tarmensis Walker, 1945